# Jamboree17

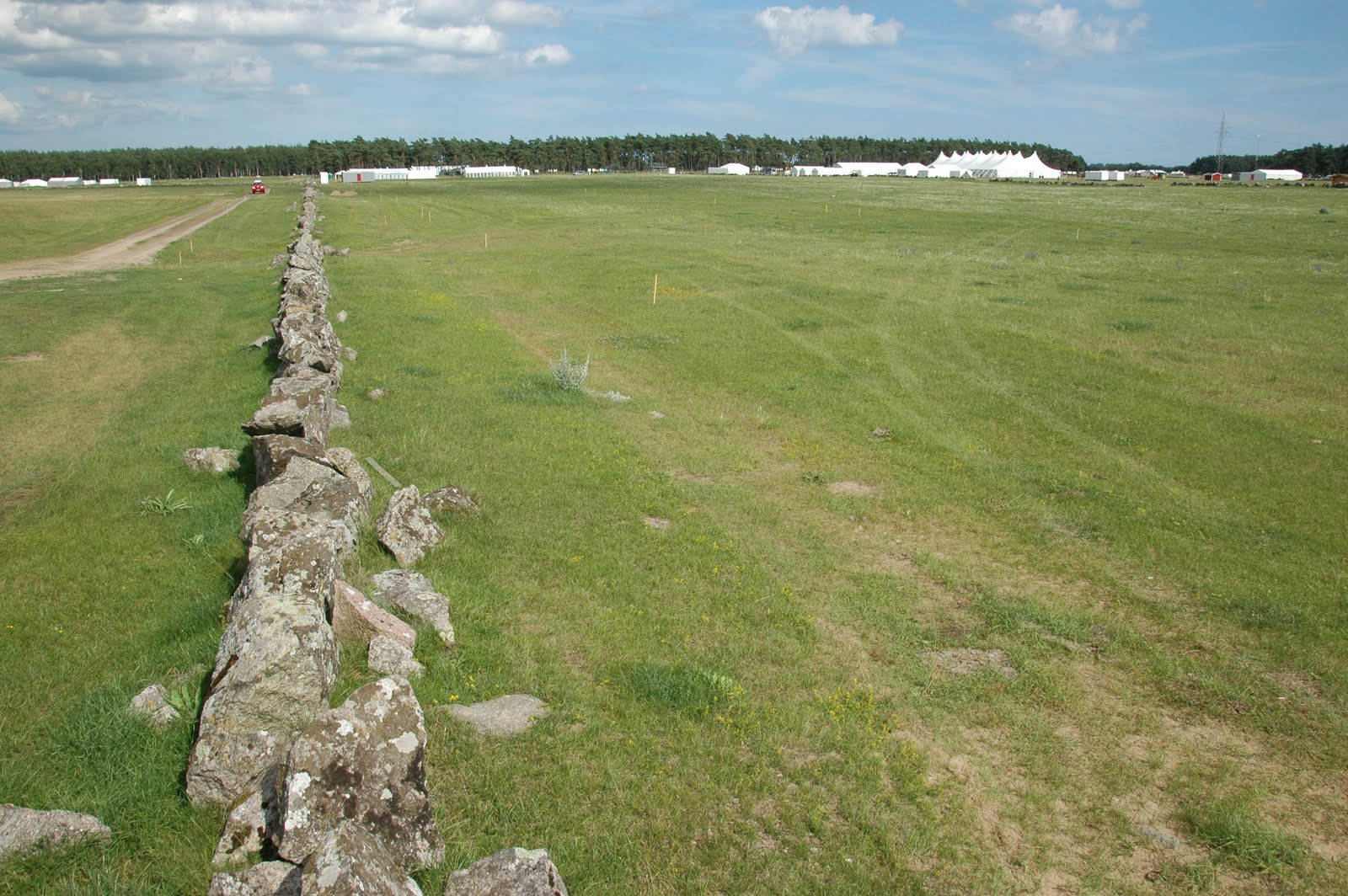
Rinkaby skjutfält, alltid redo för scoutläger

Jamboree17 var scouternas sommarläger 2017 på Rinkaby skjutfält i Kristianstad. Det arrangerades mellan 5 och 12 augusti 2017 på samma plats som Scout 2001, Jiingijamborii och den 22:a världsjamboreen.
Detta var första gången som Scouterna hade ett gemensamt program och en gemensam utbildningsplattform vid genomförandet av en nationell jamboree. Jamboree17 har en central roll i Scouternas nya strategi och var den första av var fjärde år återkommande jamboreer, såsom beslutats på Scouternas årsmöte, den så kallade Demokratijamboreen.

## Aktiviteter
Under jamboreen finns det aktivitetshubbar, en för varje åldersgrupp – upptäckarhubb (10-11 år), äventyrarhubb (12-14 år) och en utmanar- och roverhubb (15-18/26 år). Här finns olika utmaningar och äventyr. Dessutom finns bistros, restauranger, butiker etc.

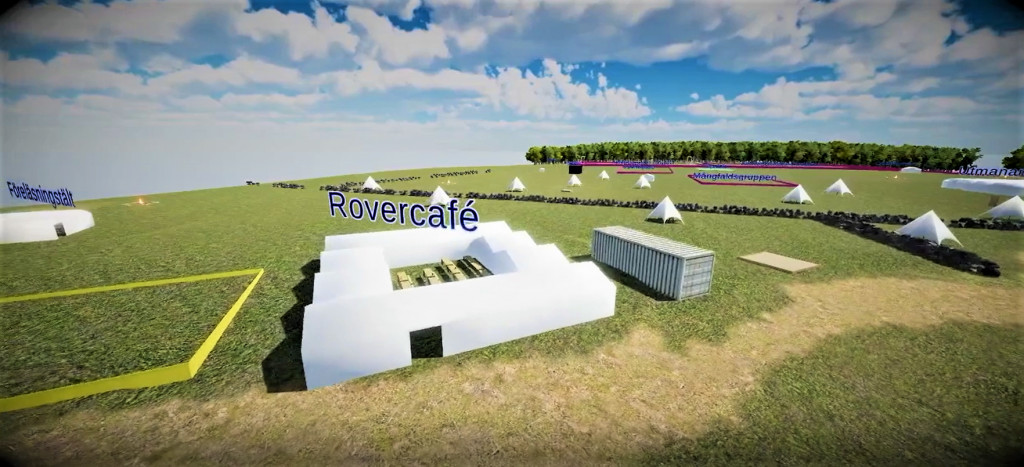
Illustration av hubben för utmanare, rover och vuxna på Jamboree17

## Tema
Tema för Jamboree17 är öppenhet, medskapande och stärkt självkänsla. Bland annat kommer deltagarna att jobba med ett program kallat Free being me, som handlar om att göra upp med kroppsideal och bygga en stark kroppslig självkänsla. Totalt 11.000 scouter kommer att delta på jamboreen.

## Jamboreesång
Jamboreesången har titeln "Man känner aldrig sig så fri (som när man är på jamboree)" och framförs av Frida Braxell.